# Som Escola
Som Escola és una plataforma formada per 43 entitats que va néixer amb l'objectiu de coordinar els suport a una escola catalana en llengua i continguts que no separi els infants i joves per la seva llengua d'origen. Som Escola neix amb l'objectiu de construir una societat més cohesionada, democràtica i lliure. Està format per 43 entitats cíviques, culturals i de tot l'àmbit educatiu. S'ha destacat per mobilitzar-se davant diferents la LOMQE i les sentències del Tribunal Suprem espanyol que qüestionen el paper del català com a llengua vehicular de l'ensenyament a Catalunya.
El 14 de juny de 2014, Som Escola va convocar una cercavila per l'escola catalana.
L'any 2014 va l'Ajuntament de Barcelona va atorgar a Som Escola la Medalla d'Or de la ciutat de Barcelona en reconeixement de «la tasca cívica i social en el camp de l'educació i del compromís en defensa de l'escola pública catalana de qualitat».
El grup promotor de Somescola.cat el formaren entitats com l'Associació de Mestres Rosa Sensat, el Consell Nacional de la Joventut de Catalunya, la Federació d'Associacions de Mares i Pares d'Alumnes de Catalunya, la Federació de Sindicats Independents d'Ensenyament, Comissions Obreres de Catalunya, UGT de Catalunya, la Fundació Catalana de l'Esplai o la Fundació Escola Cristiana de Catalunya.